# Zalmplaat (stacja metra)
Zalmplaat – stacja metra w Rotterdamie, położona na linii C (czerwonej) i D (błękitnej). Została otwarta 25 października 1974. Stacja znajduje się w dzielnicy Hoogvliet.